# Myophonus caeruleus
El arrenga común (Myophonus caeruleus) es una especie de ave paseriforme de la familia Muscicapidae propia del Himalaya, el subcontinente indio y el sudeste de Asia. Es conocida por su canto, un silbido similar a la voz humana, al amanecer y al anochecer. Las poblaciones muestran variaciones en el tamaño y plumaje en su amplia área de distribución, y varias de ellas son consideradas como subespecies. Al igual que los otros miembros de su género, se alimenta en el suelo, a menudo a lo largo de arroyos y lugares húmedos, de caracoles, cangrejos, frutos e insectos.

## Descripción
Mide entre 31 y 35 cm de longitud y el peso puede oscilar desde 136 hasta 231 g. El plumaje es azul violeta oscuro con manchas brillante en las puntas de las plumas del cuerpo, ausentes en el lorum, el abdomen y debajo de la cola. Las coberteras alares son de un tono azul ligeramente diferente y las coberteras medianas tienen manchas blancas en las puntas. El pico es de color amarillo. Las bandas interiores de las plumas de vuelo y de la cola son de color negro. Ambos sexos son similares en apariencia.
Entre las medidas estándar, la cuerda del ala puede medir 15,5-20 cm de largo, el tarso de 4,05 a 5,05 cm y el pico de 2,9 a 4,6 cm. El tamaño varía en toda la distribución, las más grandes encontradas en el norte y las más pequeñas hacia el sur, lo que corresponde con la regla de Bergmann. En el norte de China, machos y hembras pesan en promedio 188 g y 171 g, mientras que en la India promedian de 167,5 g y 158,5 g.

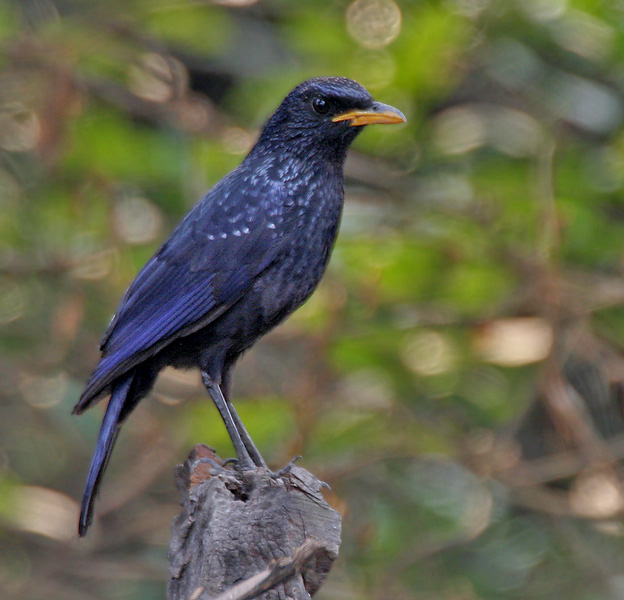
M. c. temminckii en el parque nacional de Buxa, India.

## Subespecies
El estatus de subespecie de varias de poblaciones ha sido cuestionado. En la actualidad se reconocen las siguientes:
- M. c. caeruleus (Scopoli, 1786)– en el centro y este de China;
- M. c. crassirostris Robinson, 1910– en sureste de Tailandia, Camboya y el norte de la península de Malaca;
- M. c. dichrorhynchus Salvadori, 1879– en el sur de la península de Malaca y Sumatra;
- M. c. eugenei Hume, 1873– del centro de Birmania al este de Tailandia, sur de China y norte de Indochina;
- M. c. flavirostris (Horsfield, 1821)– en la isla de Java;
- M. c. temminckii Vigors, 1832– de las montañas de Asia central al oeste de China y noreste de Birmania.